# Heinrich Kummer von Falkenfeld
Heinrich Kummer von Falkenfeld est un baron (Freiherr) et militaire hongrois, né le 22 avril 1852 à Presbourg (royaume de Hongrie), mort le 8 décembre 1929 à Salzbourg (Autriche). Il a fait la guerre sur le front de l'Est contre l'Armée impériale russe.

## Historique
Éduqué à l'Académie militaire thérésienne à Wiener Neustadt, il est nommé major-général en 1900 et exerce, de 1905 à 1910, le commandement de la 19e division d'infanterie de l'armée impériale et royale (KuK) à Plzeň (actuelle République tchèque). En 1910, il est nommé général de cavalerie et chef du Xe Corps à Przemyśl en Galicie.
Au début de la Première Guerre mondiale, le 16 août 1914, il est nommé à la tête d'un corps d'infanterie territoriale (Landwehr) basé à Sandomierz près de la frontière de la Pologne russe. Ce corps, appelé « Groupe Kummer », doit couvrir une ligne allant de Nowe Brzesko à Miechów et faire sa jonction avec le corps allemand de Landwehr du général Remus von Woyrsch, venu de Silésie. Pendant la bataille de Krasnik (23-25 août 1914), le corps de Kummer von Falkenfeld marche sur la rive ouest de la Vistule pour accompagner l'offensive de la 1re armée austro-hongroise (général Viktor von Dankl) en direction de Lublin.
L'affrontement avec les Russes tourne au désastre lors de la bataille de Lemberg (Lviv) : du 26 août au 11 septembre 1914, les Austro-Hongrois perdent 430 000 hommes, tués, blessés ou prisonniers. Le 12 septembre, le général Kummer von Falkenfeld est relevé de son poste et muté au ministère de la Guerre (de). Le Groupe Kummer est dissous le 16 septembre 1914. Le général est mis à la retraite le 1er août 1916.

Images
Drapeau de la Landwehr austro-hongroise
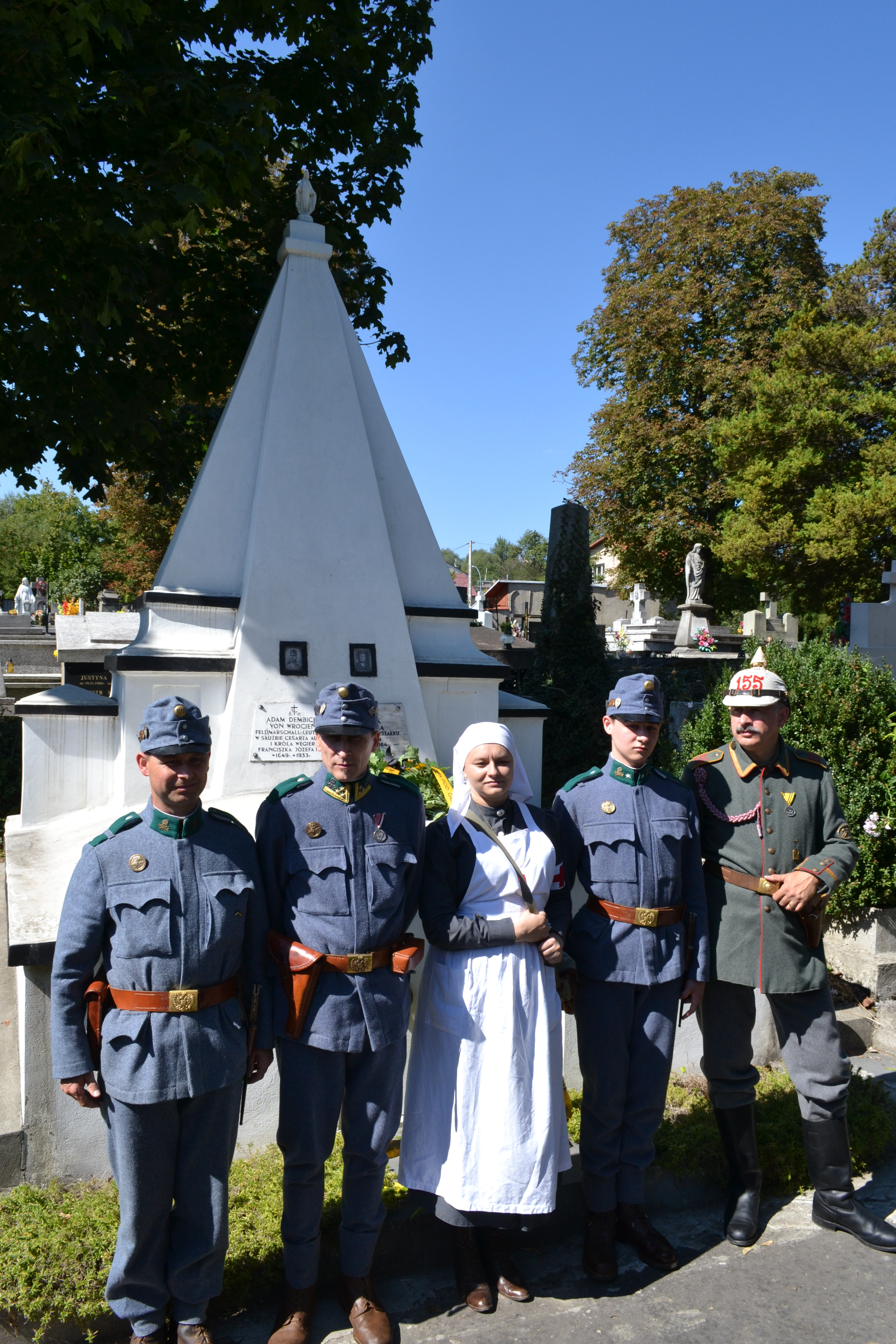
Soldats de la Landwehr à Sanok (reconstitution), 2013
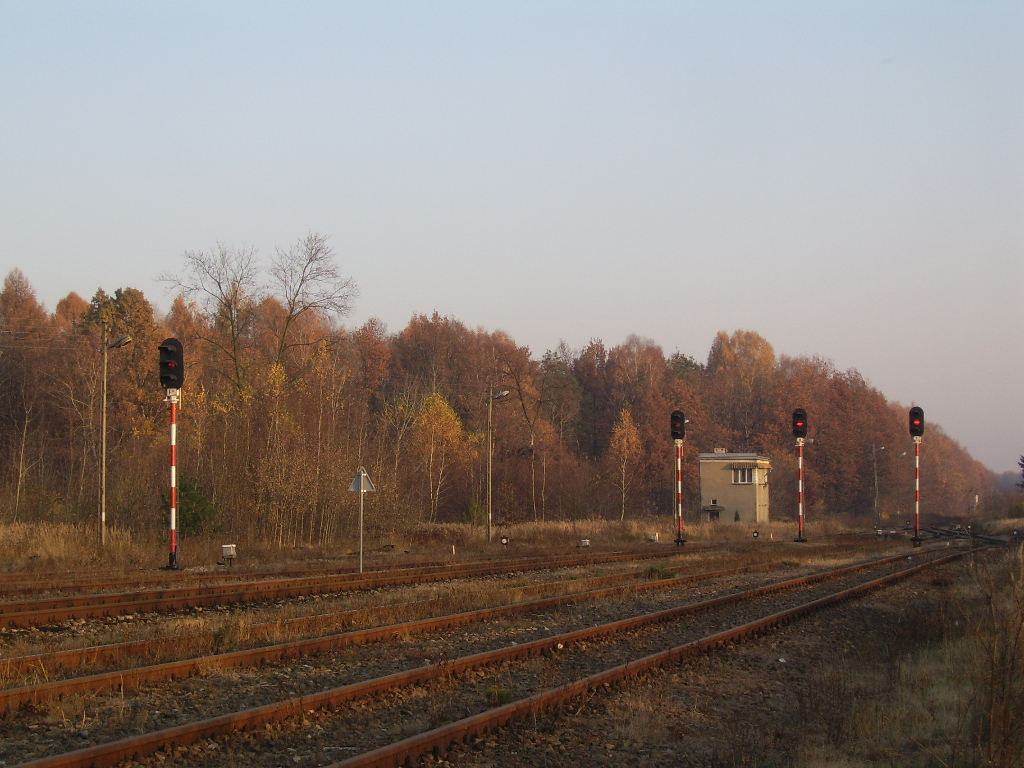
Voie ferrée à Krasnik, 2011